# Lesbischer Dialekt
Der neuzeitliche lesbische Dialekt ist ein Dialekt der neugriechischen Sprache. Er ist der Dialekt der Insel Lesbos im Nordosten Griechenlands. Er gehört zu den nordgriechischen Dialekten. Nach dem Vokalismus werden die neugriechischen Dialekte in zwei Kategorien geteilt: nördliche und südliche, beide sowohl auf Inseln als auch auf dem Festland.
Der Vokalismus der nordgriechischen Dialekte ist uneinheitlich. Bei den Sprechern des lesbischen Dialekts sind die Vokalrealisationen uneinheitlich.
Lesbisch weist größeren romanischen Einfluss auf Wortschatz und Grammatik auf.
Als in einer Studie Einheimische der Insel Lesbos und Athener lesbischer sowie anderer Herkunft befragt wurden, äußerten sich die meisten Teilnehmer positiv gegenüber dem lesbischen Dialekt und hielten ihn für gleichwertig mit der Hochsprache. Die Ergebnisse zeigen, dass Athener dem Dialekt im Allgemeinen positiver eingestellt sind als Lesbier, insbesondere als Lesbier, die in der Stadt wohnen.
Zu Beginn des 16. Jahrhunderts entstand durch Ansiedlung, die hauptsächlich von der Insel Lesbos erfolgte, der Dialekt von Kydonia (Aivali) und Moschonisi (Alibey Adası) an der Westküste Kleinasiens (Äolien). Er gehört zu den nördlichen Dialekten. Im Laufe der Zeit wurden andere von den Siedlern gesprochenen Varietäten eliminiert. Es entstand ein eigenständiger Dialekt, der erhebliche Ähnlichkeiten mit dem Lesbischen aufweist. Der Dialekt von Aivali und Moschonisi wurde stark vom Türkischen, der Amtssprache des Osmanischen Reiches, beeinflusst, weist aber auch viele romanische Elemente auf. Es gab Unterschiede im neugriechischen Dialekt beider Orte.
Der neuzeitliche lesbische Dialekt stammt nicht direkt vom Äolischen ab, sondern von der Koine, die sich überwiegend aus dem Attisch-Ionischen entwickelte.

## Geschlecht
Es gibt ein zusätzliches -τ- (T-Laut zwischen Vokalen) im Plural einiger neutralen Substantive. Z. B. findet man in Aivali für den Plural von λάθος (Fehler) nicht eine von der früheren λάθη abgeleitete Form (z. B. λάθ o. ä.), sondern eine Form mit einem eingefügten -τ- vor der Neutrumpluralendung, nämlich λάθη-τ-α.
Das moderne eingeschobene -τ- erinnert an das altgriechische eingeschobene -τ-, wobei es klar ist, dass das antike Lesbisch einige relevante Entwicklungen hat, aber die beiden Phänomene sind völlig unabhängig voneinander. Die moderne Form von Aivali stellt höchstwahrscheinlich ein -τ- dar, das von Neutra wie όνομα (Name) übernommen ist. Ein -τ- in den Formen außerhalb des Nominativs/Akkusativs Singular von όνομα tritt in der gesamten griechischsprachigen Welt seit prähistorischen Zeiten auf. Das antike eingeschobene -τ- ist nicht nur auf Neutra beschränkt (wie bei ἐρως m., siehe unten) und scheint in seinem Auftreten eher beschränkt zu sein. Die erste ein eingeschobenes -τ- beinhaltende Form von ἐρως (Liebe) im Altgriechischen ist die Genitivform ἐρωτος bei Sappho.

## Gender
Zu den Wörtern, die in lesbischen und anderen Dialekten vorkommen, gehört das folgende Verb: ανθρωπίζω (ich handle wie ein Mann) in Lesbos als ανθρουπίζου belegt (mit ähnlichen Formen in, aber nicht vorhanden oder höchstens selten im Standard-Neugriechischen in dieser besonderen Bedeutung). Z. B. ανθρωπίζω findet sich in Kefallonia und im Pontischen, laut Andriotis. Zumindest eine Reihe von Formen sind auf das Lesbische beschränkt und Archaismen. Etwa 1922 flohen aus Aivali und Moschonisi Griechen, die meisten davon Frauen, nach Griechenland. Die Mehrheit floh nach Lesbos. Dort entstanden Dialektenklaven. 2002 wurden durch die Universität Patras von der Professorin Angela Ralli narrative Interviews mit weiterhin den angestammten Dialekt sprechenden Vertretern der ersten Generation, die sehr weit überwiegende Mehrheit davon weiblich, geführt. Der Dialekt von Aivali und Moschonisi ist vom Aussterben bedroht, weil er nicht mehr gesprochen wird oder in anderen Fällen mit dem Lesbischen vermengt wird.